# Petzinger (Adelsgeschlecht)
Petzinger, auch Petzingen, Petzlinger, Poetzlinger oder Poetzinger, ist ein altes nordgauischen Adelsgeschlecht, das sich im 16. Jahrhundert in Preußen und im 18. Jahrhundert auch in Kursachsen verbreitete.

## Geschichte
Die erste Nennung des Geschlechtes der Poetzlinger erfolgte 1298 durch Erwähnung der Brüder Heinrich I., Konrad I., Marquard, Eberhard I. und Otto I., die sich nach dem Ort Pötzling im Landkreis Nürnberg nannten. Konz (Konrad) Poetzinger († 1538), wurde 1510 markgräflicher Pfleger in Creußen, urkundlich genannt. Die Stammreihe beginnt mit Hans von Petzinger († 1564), Herr auf Pomedien, Kreis Wehlau und Poduren, Kreis Königsberg, Stallmeister Albrechts von Preußen und Amtshauptmann in Lochstedt.
Die Familie verfügte in Ostpreußen über umfassenden Gutsbesitz, so in Adlig Gurren (Kreis Angerburg, 20. Jh.), Banners (Kreis Mohrungen, 20. Jh.), Bonslack (Kreis Wehlau, 1727), Brostkasten (Kreis Friedland), Kirkenau, ein Vorwerk von Popehnen (Kreis Wehlau, 1727), Klein Klitten (Kreis Friedland, 1727–1806), Meludwiesen (Kreis Friedland), Minten (Kreis Friedland), Polenzhof (Kreis Friedland), Pomedien (–1752), Popowken (Kreis Heiligenbeil), Groß Schwaraunen (Friedland, 1820), Klein Stamm (Kreis Sensburg), Weitzdorf (Kreis Rastenburg, 1775–1784), Wenzken (Kreis Angerburg, 19. Jh.).

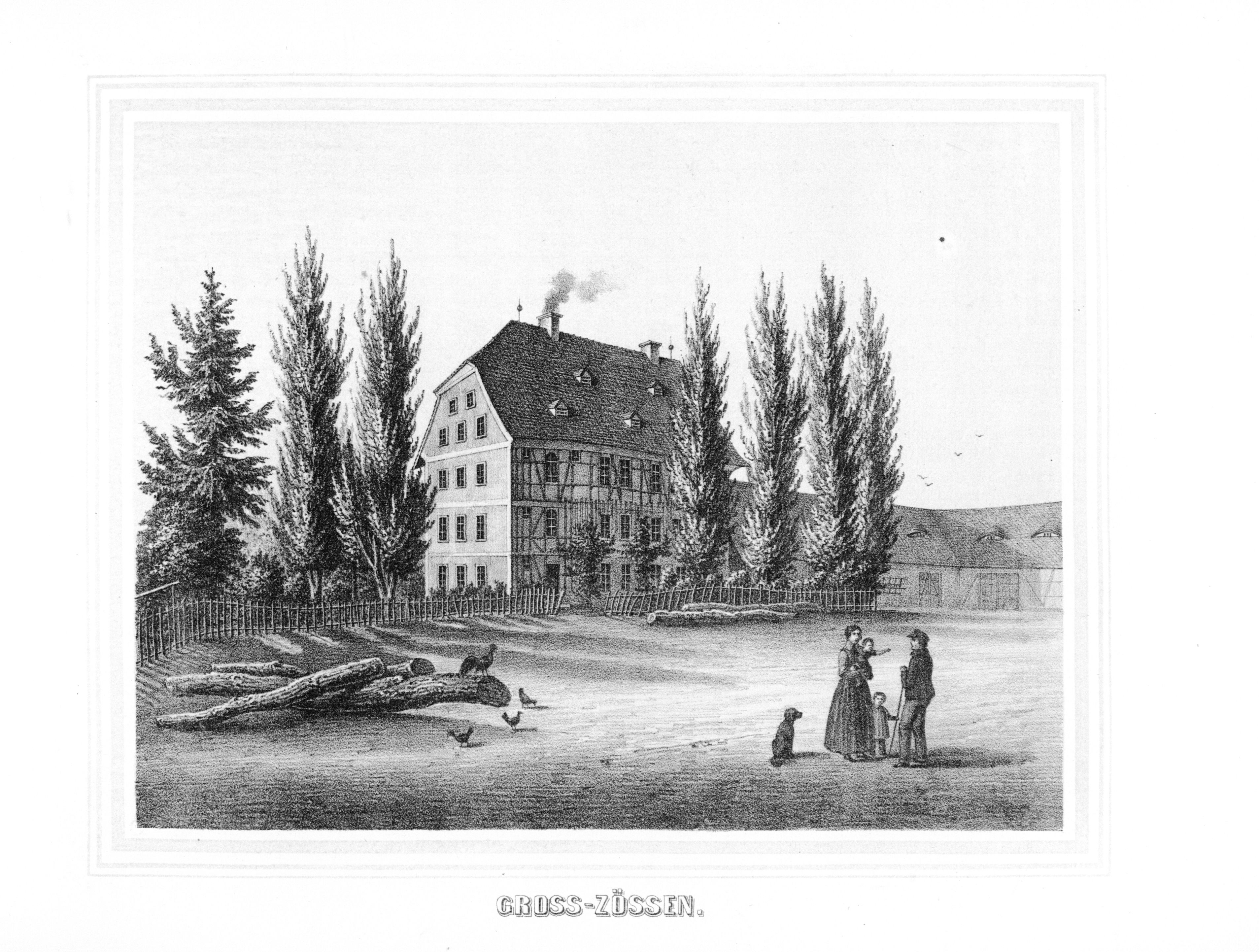
Gutshaus Großzössen

Ein Zweig des ostpreußischen Stammes breitete sich im 18. Jahrhundert nach Kursachsen aus. Dort war Philippine Eleonore von Einsiedel geb. von Petzinger während der Vormundschaft ihrer beiden Söhne, Gutsverwalterin von Großzössen.
Zahlreiche Söhne der Familie dienten als Offiziere in der preußischen Armee.

## Wappen
Das Wappen zeigt in Silber einen aufgerichteten roten Zirkel mit Gradbogen. Auf dem Helm mit rot-silbernen Decken ein silbern gestulpter roter Turnierhut, daraus wachsend ein silberner, mit fünf schwarzen Hahnenfedern besteckter Spickel (Säule), davor der Zirkel.